# أغون
بلدية أغون (بالإسبانية: Agón) هي بلدية تقع في مقاطعة سرقسطة التابعة لمنطقة أراغون شمال شرق إسبانيا.

## الديموغرافيا
بلغ عدد سكان بلدية أغون 164 نسمة عام 2011 (وفقاً للمعهد الوطني الإسباني للإحصاء).
| 201 | 192 | 193 | 176 | 172 | 170 | 164 |